# Basavilbaso
Basavilbaso è un comune distribuito tra i distretti di Moscas e Genacito nel dipartimento di Uruguay nella provincia di Entre Ríos, in Argentina. Il comune comprende la località con lo stesso nome e un'area rurale.
È la seconda località del dipartimento per abitanti e uno degli insediamenti più importanti del paese occupato dagli immigrati ebrei all'inizio del XX secolo. Si trova all'incrocio delle strade provinciali RP 20 e RP 39, a 300 km da Buenos Aires, 200 km da Rosario e 201 km da Paraná. Gli abitanti locali chiamano spesso la città "Basso", semplificando il nome. Questa abbreviazione è stata ereditata dalla ferrovia, che usava abbreviare prendendo le prime tre lettere aggiungendole alle ultime due, lasciando Bas'so; spesso si vedeva scritto sui bagagli.